# Kaple Panny Marie Bolestné (Jezeří)
Poutní kaple Panny Marie Bolestné v Jezeří je sakrální prostor v interiéru místního zámku. Většího regionálního významu dosáhla, když se stala místem přechovávání relikvií spojených s událostí umučení Ježíše Krista.

## Historie
Kaple lobkovického zámku v Jezeří byla zřízena již ve starších dobách, nicméně po požáru v roce 1646 a následné přestavbě v letech 1696–1713 byla dokončena. V roce 1805 byla upravena a kanonicky znovuzřízena. Opravena byla pak v roce 1872.
V roce 1784 byl do kaple lobkovického zámku v Jezeří na prosby obyvatel celého panství předán trn z Kristovy trnové koruny a dva centimetry dlouhý úlomek kříže. Následně se staly tyto předměty hlavními součástmi zámeckého pokladu a současně byly uctívány věřícími z širokého okolí.
Relikvii získal pravděpodobně Kryštof Lobkovic na španělském dvoře od císaře Karla V. Po jejím získání byla v lobkovické rodině chována se zbožnou úctou a podle závěti z roku 1647 měla patřit vždy nejstaršímu mužskému členu roudnické větve. V 18. století byla relikvie více než 30 let v knížecím lobkovickém paláci ve Vídni.
Když byly relikvie přemístěny do zámecké kaple Panny Marie Bolestné v Jezeří, vznikla každoroční tradice jejich uctívání. Za velkých slavností byly každoročně v sobotu před 4. nedělí postní převáženy ve zvláštním povoze se čtyřmi zapřaženými koňmi do kostela v Novém Sedle. Tam byly slavnostně přivítány a konala se pak bohoslužba, při níž byly relikvie ukázány věřícím a bylo jimi uděleno požehnání. Následně pak po celý týden sem přicházeli věřící a konaly se v místě zpovědi a mše svaté. Za týden přijímalo svátosti okolo 1200 lidí. V sobotu před 5. nedělí postní byly relikvie stejně slavnostně převezeny do kostela v Ervěnicích a tam rovněž uctívány. Svátosti v Ervěnicích přijímalo v tomto týdnu okolo třech tisíc věřících. Poté v následujícím pondělí se relikvie slavnostně vrátily na místo jejich přechovávání, zpět do zámecké kaple. V době jich veřejného vystavení byly uděleny plnomocné odpustky.
Do konce roku 2012 spadala kaple do duchovní správy farnosti Holešice, poté následkem slučování farností připadla pod mosteckou farnost.

## Zařízení v 50. letech 20. století
O vybavení kaple do období začátku komunistické totality se zachoval zajímavý doklad podávající přehled, co patřilo do inventáře kaple. Zámek Jezeří byl zestátněný na základě zákona o revizi první pozemkové reformy č. 142/1947 Sb. Národní kulturní komise jej převzala 21. října 1949.
Ke dni 3. 9. 1951 byl Národní kulturní komisí pořízen soupis vybavení kaple a sakristie, které bylo předáno ONV v Chomutově, referátu Úřadu pro věci církevní. Soupis je součástí složky Zámek Jezeří, v Národním archivu, ve fondu Státní památková správa, dodatky, inv. č. 108, karton 71, podsložka „Seznam církevního zařízení, které se nacházelo na st. z. Jezeří, a které se dává k dispozici SÚC.“